# Santa Rosa, Aguascalientes
Santa Rosa är en ort i Mexiko.   Den ligger i kommunen El Llano och delstaten Aguascalientes, i den centrala delen av landet, 400 km nordväst om huvudstaden Mexico City. Santa Rosa ligger 2 022 meter över havet och antalet invånare är 1 050.
Terrängen runt Santa Rosa är en högslätt. Runt Santa Rosa är det ganska tätbefolkat, med 96 invånare per kvadratkilometer. Närmaste större samhälle är Palo Alto, 6,2 km öster om Santa Rosa. Trakten runt Santa Rosa består i huvudsak av gräsmarker.